# Parasphaerosyllis indica
Parasphaerosyllis indica är en ringmaskart som beskrevs av Monro 1937. Parasphaerosyllis indica ingår i släktet Parasphaerosyllis och familjen Syllidae. Inga underarter finns listade i Catalogue of Life.